# لئو دیگل
لئو دیگل (انگلیسی: Leo Diegel؛ ۲۷ آوریل ۱۸۹۹ – ۵ مهٔ ۱۹۵۱) یک گلف‌باز اهل ایالات متحده آمریکا بود.